# Idaea subochraria
Idaea subochraria är en fjärilsart som beskrevs av Otto Staudinger 1892. Idaea subochraria ingår i släktet Idaea och familjen mätare. Inga underarter finns listade i Catalogue of Life.